# Elezioni regionali in Italia del 1983
Le elezioni regionali italiane del 1983 coinvolsero le tre regioni autonome del Nord. Queste elezioni seguirono dunque quelle del 1978.
Riguardando solo regioni a statuto speciale, con forti minoranze etniche, queste elezioni ebbero valenza strettamente locale.

## Elenco
- Elezioni regionali in Valle d'Aosta del 1983, 26 giugno
- Elezioni regionali in Trentino-Alto Adige del 1983, 20 novembre
- Elezioni regionali in Friuli-Venezia Giulia del 1983, 26 giugno

## Risultati
| Regioni                         | Partiti | Partiti | Partiti | Partiti | Partiti | Partiti | Partiti | Partiti | Partiti | Partiti | Partiti | Partiti | Partiti | Partiti | Partiti | Partiti | Partiti | Partiti | Partiti | Partiti | Partiti | Partiti | Partiti   | Partiti   | Partiti | Partiti |
| Regioni                         | %       | s.      | %       | s.      | %       | s.      | %       | s.      | %       | s.      | %       | s.      | %       | s.      | %       | s.      | %       | s.      | %       | s.      | %       | s.      | %         | s.        | %       | s.      |
| ------------------------------- | ------- | ------- | ------- | ------- | ------- | ------- | ------- | ------- | ------- | ------- | ------- | ------- | ------- | ------- | ------- | ------- | ------- | ------- | ------- | ------- | ------- | ------- | --------- | --------- | ------- | ------- |
| Regioni                         |         |         |         |         |         |         |         |         |         |         |         |         |         |         |         |         |         |         |         |         |         |         |           |           |         |         |
| Regioni                         | DC      | DC      | PCI     | PCI     | SVP     | SVP     | PSI     | PSI     | UV      | UV      | MSI-DN  | MSI-DN  | PRI     | PRI     | PSDI    | PSDI    | PLI     | PLI     | DP      | DP      | Verdi   | Verdi   | Regionali | Regionali | Altri   | Altri   |
| Valle d'Aosta 26 giugno         | 21,1    | 7       | 17,9    | 6       |         |         | 7,8     | 3       | 27,1    | 9       | 2,0     | 1       | 2,5     | 1       | 3,2     | 1       | 3,0     | 1       | 2,2     | 1       |         |         | 10,4      | 4         | 2,8     | 1       |
| Friuli-Venezia Giulia 26 giugno | 34,2    | 23      | 21,7    | 14      | 11,3    | 7       |         |         | 5,5     | 3       | 4,7     | 3       | 5,7     | 3       | 2,2     | 1       | 1,5     | 1       | 0,7     | -       | 11,7    | 7       | 0,8       | -         |         |         |
| Trentino-Alto Adige 20 novembre | 26,9    | 19      | 8,3     | 6       | 29,6    | 22      | 6,7     | 4       | 4,4     | 3       | 4,5     | 3       | 2,3     | 1       | 1,5     | 1       | 1,7     | 1       | 3,6     | 3       | 10,4    | 7       |           |           |         |         |

Fonte:  Antonio Agosta, Elezioni in Italia, in Quaderni dell'osservatorio elettorale toscano, n. 11, luglio 1983. e  Elezioni del Consiglio regionale (PDF), su region.trentino-s-tirol.it,  p. 44.